# Масальский сельсовет
Масальский сельсовет — муниципальное образование со статусом сельского поселения и административно-территориальное образование в Локтевском районе Алтайского края России. Административный центр — посёлок Масальский.

## Демография
По результатам Всероссийской переписи населения 2010 года, численность населения муниципального образования составила 2049 человек, в том числе 935 мужчин и 1114 женщин. Оценка Росстата на 1 января 2012 года — 1918 человек.

## Населённые пункты
В состав сельского поселения входит 3 населённых пункта:
- село Антошиха,
- село Кучеровка,
- посёлок Масальский.